# Гран-при Наций
Гран-при Наций (фр. Grand Prix des Nations) — шоссейная однодневная велогонка в формате индивидуального раздельного старта, с 1932 по 2004 год проводившаяся во Франции. Была основана в 1932 году и часто рассматривалась как неофициальный чемпионат мира в раздельной гонке. C 1972 года входила в календарь главных велошоссейных сезонных соревнований: Вызова Перно (1972-1987) и Мирового шоссейного кубка UCI (1991-1993).
В 1965 году организаторы запустили одноименную гонку для любителей, которая обычно проводилась в тот же день и по том же маршруту (или его части), что и профессиональная гонка. С 1988 года также проводилась женская версия Гран-при Наций.

## История
Гонка была идеей редактора самой крупной в Париже довоенной вечерней газеты Paris-Soir Гастона Бенака. Он искал гонку, которая сделала бы газету известной. 
Вместе со своим коллегой Альбером Бейкером д'Изи Бенак был впечетлен чемпионатом мира 1931 года, который прошёл в Копенгагене и впервые в истории проводился в форме индивидуальной раздельной гонки на время, а не традиционной групповой. Под впечатлениями от увиденного, а также принимая в расчёт, что организация разделки обойдёться дешевле, Бенак и Бейкер д'Изи в следующем году запустили гонку, которую Бейкер решил назвать Гран-при Наций.
Гонка быстро приобрела большую известность благодаря успехам француза Антонина Манье (1934-1936), а затем Фаусто Коппи (1946, 1947). Но в первую очередь Гран-при Наций ассоциируется с именем Жака Анкетиля, который добился на дорогах долины Шеврёз непревзойденного результата: девять побед в девяти стартах. Его соотечественник Бернар Ино также вписал свое имя в историю соревнования, завоевав пять побед.
Достеменно неизвестно, кто придумал первый маршрут для однодневки. Американско-французский писатель Рене де Латур в британском журнал Sporting Cyclist заявил, что это был он; Бейкер д'Изи говорил то же самое. Маршрут начинался недалеко от Версальского замка и проходил по треугольнику через Рамбуйе, Молетт, Сен-Реми-ле-Шеврез, Версаль и Булонь до финиша на велодроме Бюффало, где основатель Тур де Франс, Анри Дегранж, в 1893 году поставил первый часовой рекорд езды. Маршрут включал три холма, множество булыжников, а последние 40 км проходили через леса долины Шеврёз — популярного у велосипедистов района. Расстояние составляло 142 километра. С 1961 года протяженность маршрута была сокращена до около 100 километров. В последних выпусках победа на гонке разыгрывалась примерно на 70 километрах.
Во время Второй мировой войны, с 1939 по 1940 год, гонка не проводилась, а в 1941 и 1942 году проходила по два раза: в свободной и в оккупированной зонах страны.
С 1991 по 1993 год являлась финальной гонкой Мирового шоссейного кубка UCI, проводившись в этот период в трёх разных странах. В 1991 прошла в итальянском Бергамо, одновременно будучи ещё и частью итальянской гонки Трофео Баракки, в 1992 году — в испанской Пальма-де-Мальорке, а в 1993 году — во французском Мёзе (Лотарингия).
В 2000 году Ленс Армстронг выиграл гонку с рекордной для Гран-при Наций средней скоростью — 49,404 км/ч, однако в 2012 году все его результаты, включая этот, были официально аннулированы Международным союзом велосипедистов.
Введение индивидуальной гонки с раздельным стартом на чемпионатах мира в 1994 году, а также на Олимпийских играх в 1996 году значительно снизило значение Гран-при Наций. Звание лучшего раздельщика мира определяли уже эти старты. Накануне запуска ПроТура UCI в 2005 году гонка прекратила свое существование. В 2006 году велогонка Хроно де Эрбье, проводящаяся в аналогичном формате, была переименована в Хроно Наций.

## Призёры
| Год                        | Победитель          | Второй                  | Третий             |
| -------------------------- | ------------------- | ----------------------- | ------------------ |
| 1932                       | Морис Аршамбо       | Альфредо Бовет          | Леон Ле Кальвес    |
| 1933                       | Раймон Лувью        | Леон Ле Кальвес         | Маринус Валентейн  |
| 1934                       | Антонин Манье       | Амеде Фурнье            | Лучано Монтеро     |
| 1935                       | Антонин Манье       | Эдгар Де Калюве         | Лучано Монтеро     |
| 1936                       | Антонин Манье       | Пьер Коган              | Лучано Монтеро     |
| 1937                       | Пьер Коган          | Морис Аршамбо           | Жорж Шпайхер       |
| 1938                       | Луи Эмар            | Геррит Шульте           | Амеде Фурнье       |
| 1939 - 1940 не проводилась |                     |                         |                    |
| 1941                       | Жюль Росси          | Фернан Митуар           | Фердинанд Кюблер   |
| 1941 (2)                   | Луи Эмар            | Ивон Мари               | Луи Готье          |
| 1942                       | Эмиль Идэ           | Одиль Ван Ден Мерссхаут | Жюль Росси         |
| 1942 (2)                   | Жан Мари Гоасма     | Эудженио Галлиуси       | Пьер Коган         |
| 1943                       | Йозеф Сомерс        | Жюль Росси              | Морис Клоутер      |
| 1944                       | Эмиль Каррара       | Жюль Росси              | Эмиль Идэ          |
| 1945                       | Элои Тассен         | Эмиль Каррара           | Альберт Дюбюиссон  |
| 1946                       | Фаусто Коппи        | Эмиль Идэ               | Андре Маэ          |
| 1947                       | Фаусто Коппи        | Эмиль Идэ               | Фьоренцо Маньи     |
| 1948                       | Рене Бертон         | Фердинанд Кюблер        | Элои Тассен        |
| 1949                       | Шарль Кост          | Вим ван Эст             | Морис Бломм        |
| 1950                       | Морис Бломм         | Рене Бертон             | Антонин Роллан     |
| 1951                       | Хуго Коблет         | Фаусто Коппи            | Рене Бертон        |
| 1952                       | Луисон Бобе         | Морис Бломм             | Ивон Маррек        |
| 1953                       | Жак Анкетиль        | Роже Кретон             | Агостино Колетто   |
| 1954                       | Жак Анкетиль        | Жан Бранкар             | Исаак Витр         |
| 1955                       | Жак Анкетиль        | Альбер Буве             | Марсель Янссенс    |
| 1956                       | Жак Анкетиль        | Альбер Буве             | Мигель Бовер       |
| 1957                       | Жак Анкетиль        | Эрколе Бальдини         | Альдо Мозер        |
| 1958                       | Жак Анкетиль        | Жерар Сент              | Мишель Вермёлин    |
| 1959                       | Альдо Мозер         | Роже Ривьер             | Альсид Воше        |
| 1960                       | Эрколе Бальдини     | Йозеф Влубергс          | Раймонд Мастротто  |
| 1961                       | Жак Анкетиль        | Жильбер Десме           | Альдо Мозер        |
| 1962                       | Фердинанд Бракке    | Жан-Клод Лебоб          | Клод Вальдуа       |
| 1963                       | Раймон Пулидор      | Фердинанд Бракке        | Вальтер Буке       |
| 1964                       | Вальтер Буке        | Ари Ден Хартог          | Клод Вальдуа       |
| 1965                       | Жак Анкетиль        | Руди Альтиг             | Раймон Пулидор     |
| 1966                       | Жак Анкетиль        | Феличе Джимонди         | Эдди Меркс         |
| 1967                       | Феличе Джимонди     | Бернар Гюйо             | Роберт Хагман      |
| 1968                       | Феличе Джимонди     | Херман Ван Спрингел     | Луис Оканья        |
| 1969                       | Херман Ван Спрингел | Раймон Пулидор          | Давиде Бойфава     |
| 1970                       | Херман Ван Спрингел | Оле Риттер              | Луис Оканья        |
| 1971                       | Луис Оканья         | Йоп Зутемелк            | Лейф Мортенсен     |
| 1972                       | Роже Свертс         | Йоп Зутемелк            | Ив Эзар            |
| 1973                       | Эдди Меркс          | Луис Оканья             | Йоп Зутемелк       |
| 1974                       | Рой Схёйтен         | Дирк Барт               | Поль Ланно         |
| 1975                       | Рой Схёйтен         | Йоп Зутемелк            | Бернар Тевене      |
| 1976                       | Фредди Мартенс      | Рой Схёйтен             | Бернар Тевене      |
| 1977                       | Бернар Ино          | Йоп Зутемелк            | Йёрген Маркуссен   |
| 1978                       | Бернар Ино          | Франческо Мозер         | Хенни Кёйпер       |
| 1979                       | Бернар Ино          | Франческо Мозер         | Йоп Зутемелк       |
| 1980                       | Жан-Люк Ванденбрук  | Даниэль Гисигер         | Берт Остербош      |
| 1981                       | Даниэль Гисигер     | Стивен Роуч             | Ханс-Хенрик Эрстед |
| 1982                       | Бернар Ино          | Даниэль Гисигер         | Берт Остербош      |
| 1983                       | Даниэль Гисигер     | Грег Лемонд             | Берт Остербош      |
| 1984                       | Бернар Ино          | Шон Келли               | Стивен Роуч        |
| 1985                       | Шарли Мотте         | Тьерри Мари             | Жан-Люк Ванденбрук |
| 1986                       | Шон Келли           | Лоран Финьон            | Жан-Франсуа Бернар |
| 1987                       | Шарли Мотте         | Жан-Франсуа Бернар      | Марино Лехаррета   |
| 1988                       | Шарли Мотте         | Лоран Финьон            | Майкл Уилсон       |
| 1989                       | Лоран Финьон        | Томас Вегмюллер         | Шарли Мотте        |
| 1990                       | Томас Вегмюллер     | Эрик Брекинк            | Тони Ромингер      |
| 1991                       | Тони Ромингер       | Эрик Брекинк            | Томас Вегмюллер    |
| 1992                       | Йохан Брюнель       | Тони Ромингер           | Вячеслав Екимов    |
| 1993                       | Арман Де лас Куэвас | Стивен Ходж             | Эдди Сеньёр        |
| 1994                       | Тони Ромингер       | Фрэнсис Моро            | Тьерри Мари        |
| 1995 не проводилась        |                     |                         |                    |
| 1996                       | Крис Бордман        | Бьярне Рийс             | Абрахам Олано      |
| 1997                       | Уве Пешель          | Марк Стрел              | Крис Бордман       |
| 1998                       | Франциск Тессье     | Жиль Меньян             | Марк Стрел         |
| 1999                       | Сергей Гончар       | Крис Бордман            | Йенс Фогт          |
| 2000                       | Лэнс Армстронг      | Райвис Белохвощик       | Ласло Бодроги      |
| 2001                       | Йенс Фогт           | Ласло Бодроги           | Жан Нюттли         |
| 2002                       | Уве Пешель          | Ласло Бодроги           | Юрий Кривцов       |
| 2003                       | Михаэль Рих         | Берт Русемс             | Сергей Гончар      |
| 2004                       | Михаэль Рих         | Уве Пешель              | Иван Гутьеррес     |

- В 1941 и 1942 году гонка проводилась по два раза: на территории свободной Франции и оккупированной Германией.
- В 2000 году победу одержал американец Лэнс Армстронг, но в 2012 году он был дисквалифицирован UCI за применение допинга, начиная с 1 августа 1998 года, а все его результаты, начиная с этой даты были аннулированы. Перераспределения мест не производилось.[1]

## Рекорд побед

### Индивидуально
| Побед | Гонщик              | Года                                                 |
| ----- | ------------------- | ---------------------------------------------------- |
| 9     | Жак Анкетиль        | 1953, 1954, 1955, 1956, 1957, 1958, 1961, 1965, 1966 |
| 5     | Бернар Ино          | 1977, 1978, 1979, 1982, 1984                         |
| 3     | Антонин Манье       | 1934, 1935, 1936                                     |
| 3     | Шарли Мотте         | 1985, 1987, 1988                                     |
| 2     | Фаусто Коппи        | 1946, 1947                                           |
| 2     | Феличе Джимонди     | 1967, 1968                                           |
| 2     | Херман Ван Спрингел | 1969, 1970                                           |
| 2     | Рой Схёйтен         | 1974, 1975                                           |
| 2     | Даниэль Гисигер     | 1981, 1983                                           |
| 2     | Тони Ромингер       | 1991, 1994                                           |
| 2     | Уве Пешель          | 1997, 2002                                           |
| 2     | Михаэль Рих         | 2003, 2004                                           |

### По странам
| Побед | Страна                                        |
| ----- | --------------------------------------------- |
| 35    | Франция                                       |
| 11    | Бельгия                                       |
| 6     | Италия · Швейцария                            |
| 5     | Германия                                      |
| 2     | Нидерланды                                    |
| 1     | Великобритания · Испания · Ирландия · Украина |